# Cameron Henning
Cameron Henning (Edmonton, 24 novembre 1960) è un ex nuotatore canadese.
Specializzato nel dorso, ha vinto la medaglia di bronzo nei 200 m ale Olimpiadi di Los Angeles 1984.

## Palmarès
- Olimpiadi
  - Los Angeles 1984: bronzo nei 200 m dorso.